# Gagnant-gagnant
 (août 2017).
 (mars 2023).
Les informations dans cet article sont mal organisées, redondantes, ou il existe des sections bien trop longues. Structurez-le ou soumettez des propositions en page de discussion.
Avec le temps, il arrive que le contenu présent dans un article devienne désordonné. Il est souvent nécessaire de réorganiser l'article de fond en comble.
- Il faut tout d’abord répartir le contenu de l'article en plusieurs sections. Les informations doivent ensuite être exposées clairement et le plus synthétiquement possible, regroupées par sujet afin d'éviter les doublons. Quelqu'un cherchant une information précise doit pouvoir la trouver rapidement en lisant la section appropriée.
- À l'intérieur de chaque section, le texte, souvent initialement sous la forme de phrases éparses, doit être regroupé dans des paragraphes de quelques lignes, en assurant un enchaînement logique et une cohérence entre les phrases.
- Lorsque l'article ou l'une de ses sections développe trop longuement un point qui n'est pas dans le cœur du sujet traité, il convient de faire une synthèse et de transférer l'ancien contenu dans des articles plus appropriés (en cas de transfert, il faut impérativement respecter la procédure Aide:Scission).

Si vous pensez que ces points ont été résolus, vous pouvez retirer ce bandeau et améliorer le plan d'un autre article.
 (mars 2023).
Un accord gagnant-gagnant (win-win en anglais) est un accord par lequel chaque partenaire se préoccupe aussi de l'intérêt de l'autre, d'une façon également favorable à son propre intérêt. Il ne s'agit pas de rechercher le meilleur compromis de partage des gains, mais de trouver un accord qui augmente les gains de chacun. Cet accord peut passer par la négociation ou la prise d'une décision collective. Adopter une relation gagnant-gagnant permet, en principe, de rompre un cercle vicieux de façon durable
Un jeu gagnant-gagnant est conçu dans ses règles de telle façon que ce mode de pensée soit favorable. Cette approche ne repose pas alors, sur la philanthropie des partenaires mais sur un type de stratégie adapté aux règles et étudié notamment par la théorie des jeux. 

## Naissance de cette expression
Thomas Gordon (1918-2002), psychologue de l'approche humaniste, a créé son premier modèle de résolution de conflit (parents-enfants, enseignants-enfants, puis en management).
Son collègue et ami, Jim Craig, lui a suggéré d'utiliser le concept scientifique « aucune perte » (No-Loss) ou « gagnant-gagnant » (Win-Win).
Haim Ginott (1922-1973), également issu de la même école humaniste, l'évoque aussi dans ses livres écrits à partir de 1965, sur la relation parent-enfant, enseignant-enfants et adolescents.
« I want to win cooperation without resorting to guilt and fear. »

## L'accord gagnant-gagnant et ledéveloppement durable
Selon Jean-Louis Lequeux, alors que le modèle d'entreprise "classique" se vit à deux (l'acheteur, le vendeur), les modèles durables et éthiques se conjuguent à trois. Dans un cas comme l'autre, les deux parties reconnaissent à la fois l'existence, ou plutôt le droit à l'existence et le droit au respect d'une troisième partie :
- les générations futures, et donc notre planète Terre pour le "durable"
- Les hommes, le tissu social et les économies locales pour "l'éthique".

Le modèle d'entreprise doit tenir compte des attentes et des intérêts des parties prenantes. Dans cette optique, l'entreprise doit constituer des communautés d'intérêt.

## Bibliographe
- Marie Cornu, Fabienne Orsi, Judith Rochfeld (sous la direction de), Dictionnaire des biens communs, Paris, PUF, 2017,  (ISBN 978-2130654117)

## Sources
- Thomas Gordon - sur les relations sans perdant et le win-win management
- Ouvrage « La théorie des jeux, essai d’interprétation » de Christian Schmidt, éditions PUF, avril 2001,  (ISBN 2-13-050337-3). Les jeux étudiés dans cet ouvrage sont :
  - Dilemme du prisonnier (résumé des gains : 2;2, 4;1, 1;4, 3;3).
  - Poule mouillée (voir dans Dilemme du prisonnier) ou Chicken game (gains : 1;1, 4;2, 2;4, 3;3).
  - Bataille des sexes (gains : 3;2, 1;1, 1;1, 2;3).
  - Chasse aux cerfs de Rousseau (voir dans Meilleure réponse) (gains : 3;3, 1;2, 2;1, 2;2, ou 4;4, 1;3, 3;1, 2;2).
  - Baccara du bagne ou chifoumi Pierre-feuille-ciseaux (gains : 1/3, 1/3, 1/3).
  - Bateau de guerre empêchant un bateau commercial d’accoster une île (gains : 2;1, 1;2, 1;2, 2;1).
  - Deux pays menaçant de se détruire (gains : 0;0, 1;0, 0;1, 1;1), avec en option une défense automatique (gains : 0;0, 2;1, 1;2, 1;1).
  - Mille pattes (gains : 10;2, 4;20, 40;8, 16;80, 160;32, 64;320, 640;128)

## Note
1. ↑  « L'art de la négociation gagnant-gagnant - Time To Pitch », sur www.timetopitch.com (consulté le 11 mars 2025)
2. ↑  Christian Schmidt, La théorie des jeux: essai d'interprétation, Presses universitaires de France, coll. « Collection Premier cycle », 2001 (ISBN 978-2-13-050337-8)
3. ↑  (en) « Origins of the Gordon Model », sur gordontraining.com via Wikiwix (consulté le 13 octobre 2023).
4. ↑  (en) « Top Parenting Tips », sur betweenparentandchild.com (consulté le 8 avril 2023).
5. ↑  Haim G. Ginott, Teacher and child, New York: Macmillan (1972).
6. ↑  De l'éthique dans le Business Model